# Bulbuente
Bulbuente o Bulbuent en aragonés, es un municipio de España, en la provincia de Zaragoza, comunidad autónoma de Aragón. Tiene un área de 25,52 km² con una población empadronada de 221 habitantes (INE 2019) y una densidad de 8,54 hab/km².

## Etimología
Bulbuente ha recibido varios nombres a lo largo de su historia, en tiempos de Jaime I de Aragón se denominaba Bolbuén, Bulbón o Bolbón;
En un texto de 1246 aparece como Bolbuén; en otro de 1247 sale latinizado como Bulbón o Bolbón.
En el Fogache de 1495 se escribía Borbuen; esta última variante del topónimo la ha aprovechado el escritor Ferrán Marín Ramos en su novela  Lorién de Borbuén.
Bulbuente también ha sido documentada como: Bulbuen, Bulbuent y Burguente.

## Geografía

### Situacíon
Integrado en la comarca de Campo de Borja, se sitúa a 70 kilómetros de Zaragoza. 
| Noroeste: Vera de Moncayo   | Norte: Borja | Noreste: Borja |
| Oeste: Vera de Moncayo      |              | Este: Borja    |
| Suroeste: Alcalá de Moncayo | Sur: Ambel   | Sureste: Borja |

### Hidrología y Orografía
El pueblo está situado en la margen izquierda del río Huecha, que de normal en el término es un lecho seco que brota el agua cuando hay lluvias torrenciales, y que al entrar en el término el río da un giro al curso, mientras va bajando por el término van apareciendo varios manantiales, de los más conocidos es el  manantial de la Fuennueva, que nace en el margen izquierda y pasa el río por un túnel subterráneo, a la margen derecha. Bajando el curso se encuentran más manantiales e infraestructuras como la fuente de los 20 caños, el azud de Sópez el puente de la carretera. También por la zona de la muela se encuentran varias infraestructuras hidráulicas y fuentes.
El núcleo urbano se encuentra a 519 metros sobre el nivel del mar, aunque en el norte, en la zona de la Muela de Borja se encuentran altitudes superiores a los 750 metros, siendo el punto más alto del término la cima de "El badarron" o "Codazamarrera" a 768 metros de altitud. El terreno es árido y seco, aunque la presencia de manantiales y acequias, hacen que cerca del pueblo, haya pequeños huertos. La altitud oscila entre los 768 metros (muela Codazamarrera) y los 490 metros a orillas del río Huecha.

### Vías de comunicación
En el término municipal pasa la carretera  N-122  entre Maleján y Tarazona entre los pK 68 y 73, y dentro del mismo pueblo nace la carretera  Z-370  que conecta con Ambel.
Antiguamente pasaba una antigua carretera o camino carretero que unía Tarazona con Borja, que actualmente es un camino, aunque también había muchos caminos de herradura(senderos), que comunicaban los pueblos y otras zonas como la zona de Aranda. También sobre mediados del siglo XIX, Bulbuente estuvo en proyecto de ser la terminal del ferrocarril a Cortes de Navarra, pero fue descartado.

## Clima
Tiene un clima mediterráneo continental, frío en invierno y caluroso en verano, es frecuentado por el " cierzo" , viento del noroeste,  desagradable en invierno y agradable en verano. Las precipitaciones son escasas pero compensadas por las aguas subterráneas recargadas por el Moncayo.

## Historia

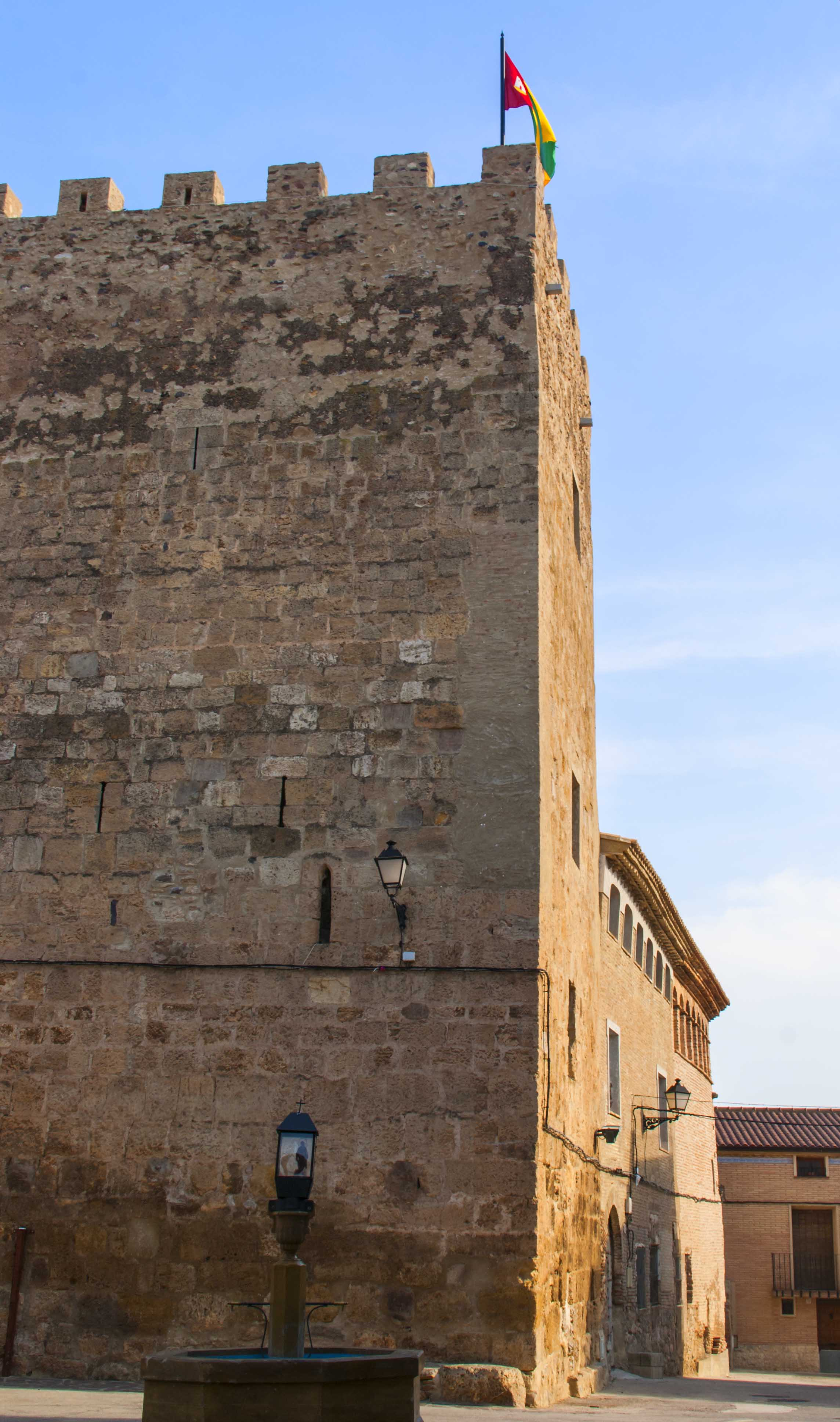
Castillo Palacio en la actualidad (2016)

### Edad Media
El castillo fue comprado por Sancho VII de Navarra en 1195, con el fin de abrir un frente contra las tierras ocupadas por el Islam, después paso a manos del Reino de Aragón que tras unas décadas de la muerte Pedro II, en 1242, Don Lope Ximénez de Luesia, lugarteniente de Jaime I, dio al Monasterio de Veruela todas las posesiones de Zaragoza y Bulbuente entonces llamado Bulbón, junto con la villa, a cambio de que el monasterio les cediera la villa de Purujosa y 3000 sueldos jaqueses, que el monarca permutó el 17 de diciembre de 1247 y el pago al monarca fue el 21 de diciembre de 1249.
Pero en 1257 el Monasterio de Veruela tuvo un juicio con el Obispado de Tarazona, ya que el monasterio quería cobrar el diezmo en el pueblo, ya que el diezmo entonces los cobraba el obispado, estos problemas se alargaron, hasta el 23 de junio de 1301, en el que Bulbuente empezó a cobrar el diezmo al monasterio y Purujosa al obispado, estos problemas volvieron a surgir en 1437. 
Veruela a nivel de administración de tierras utilizaron el sistema de enfiteusis, en el que los campesinos, tenían dominio útil de la tierra, en la que podían vender las tierras exceptuando a las personas con privilegios ya que el monasterio perdía el canon de alquiler o cesión de ese terreno, en 1345 hubo este tipo de problemas, aunque un año antes el monasterio también tuvo que poner orden en Bulbuente y el extinto pueblo de Villamayor, ya que en la carta puebla de 1246 exigía que los que manejaran las tierras fueran vecinos , pero en 1344 mucha gente se había mudado a Bulbuente y el monasterio mando trasladar a los vecinos de Villamayor a su pueblo. Villamayor desde entonces empezó un proceso de despoblación, y a causa de la Guerra de los dos Pedros en 1361, Pedro IV solicitó a Borja acoger a Bulbuente Y Villamayor. Estos hechos, y el estado hostil debieron acabar con Villamayor y una bajada de población en Bulbuente.

### Edad Moderna

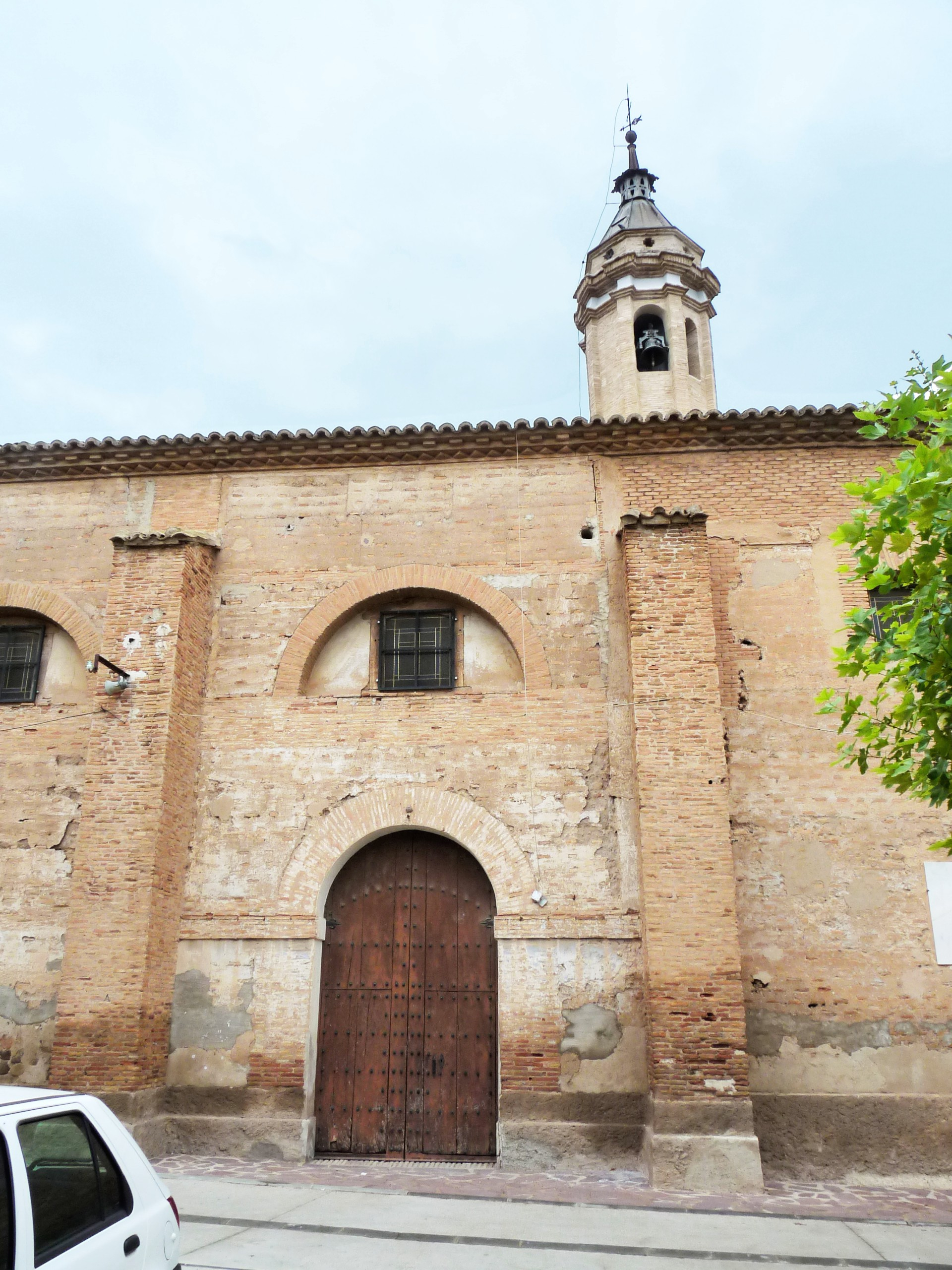
Iglesia de Santa María.

En 1525, Carlos I decretó, la conversión al cristianismo de los moriscos, y al no consagrarse la mezquita de Bulbuente, Fray Miguel Ximénez, Abad de Veruela, contacto con el arquitecto guipuzcoano Juan de Arizábal, el 2 de junio de 1533, para la construcción de la iglesia de Santa María, que fue acabada en 1535, con el coste de 12000 Sueldos Jaqueses, que fueron acabados de pagar el 20 de noviembre de 1536, por el abad Hernando de Aragón. 
En la primera semana de Cuaresma de 1542, el Abad del monasterio, mando a Fray Lope Galindo y a Simón de Borja, que era el justicia del lugar, que inspeccionaran las casas de los convertidos, para ver si eran o no cristianos e incumplían las normas de la Cuaresma de comer carne. En 1573 había concordia entre el monasterio y el pueblo pero la subida de impuestos del monasterio en 1598 hizo que se enfureciera la población.
El 13 de julio de 1610, llegó el comisario Juan Reclusa, que era de Albalate de Cinca y expulsó a 307 moriscos de Bulbuente, quedando casi vacío el municipio, que en aquel entonces tenía 491 habitantes, todos los moriscos fueron trasladados al Puerto de Alfaques, en Cataluña donde cogieron un navío con destino a Orán. Este hecho hizo que el 27 de mayo de 1613, las autoridades verolenses promulgaran una nueva carta puebla, para poder repoblar el pueblo.
Sobre mediados del siglo XVII resulta llamativo que no afectase mucho la pandemia de peste, en la que solo hubo 2 fallecimientos, en la localidad. Bulbuente, fue repoblándose poco a poco, cabe destacar que en el 1700, aún no se había llegado a los niveles de población de 1610.En 1722 volvió a surgir las disputas entre el monasterio y el obispado, por el tributo de los impuestos.

### Edad Contemporánea
El aumento de población que hubo a principios del siglo XIX hizo que las autoridades verolenses aprobaran la ampliación de la iglesia en 1827 y que las obras fueran sobre 1830, acabando en 1833 la obra. Durante esa época, en los inicios de la regencia del reinado de Isabel II, los cambios políticos, junto con la Desamortización de Mendizábal, hizo que los monjes del cister abandonaran el monasterio de veruela, en 1835, que en Bulbuente afecto al Castillo-Palacio, y a los dos molinos del monasterio, ubicados en el barranco del Molino, que pasaron a manos privadas.
Tras la desamortización la demografía creció notablemente teniendo 797 habitantes en 1857, Sobre la década de 1840, se sabe que Bulbuente tenía 170 casas, con la del ayuntamiento y la cárcel, tenía un hospital, una venta y una escuela con 25 alumnos, que pagaban una fanega de trigo para poder estudiar, y dotada de 800 reales de vellón.
En 1877 llegó la Compañía de Jesús a Veruela, esta etapa trajo una devoción al Sagrado corazón de Jesús, tallado por el religioso jesuita Lucas Pellicer Tejero, que era natural de Bulbuente. En 1882 varios pueblos de la Comarca de Borja, formaron una comisión donde mandaron un informe a la Compañía de Ferrocarril Norte para intentar crear la línea de ferrocarril Borja-Cortes, que al principio iba a acabar en Bulbuente, pero en 1885, fue descartado el tramo entre Borja y Bulbuente.
En 1900, debido a la crisis de filoxera que había en esa época en Francia, la población aumento hasta los 1050 habitantes, pero la filoxera no tardo en llegar y al recuperarse el mercado vinícola francés la población fue mermando.
Durante la Guerra Civil fallecieron 12 vecinos de Bulbuente, 11 hombres y una mujer, y en el cementerio en la fosa común hay tres vecinos de Trasmoz. El 21 de junio de 1948 en Borja se celebraron los premios "Ciudad de Borja" y la compañía de danzantes de Bulbuente, actuaron ante el ministro de justicia, Raimundo Fernández-Cuesta.

## Demografía
Bulbuente cuenta con una población de 240 habitantes (INE 2024).
| Gráfica de evolución demográfica de Bulbuente entre 1842 y 2021                                                     |
| |
| Población de derecho según los censos de población del INE Población de hecho según los censos de población del INE |

El primer dato de población que hay de Bulbuente es el de 1495 en el que habitaban en el pueblo aproximadamente 185, el siguiente dato que hay, es el de 1610, en el que el pueblo el 13 de julio, paso de tener 491 habitantes a 184 debido a la expulsión morisca, la demografía fue creciendo lentamente hasta el siglo XX, llegando a tener un millar de habitantes, que luego a mitad del mismo siglo se vio reducida a causa de la centralización en ciudades grandes, de las industrias, haciendo que haya bajado la población.

## Economía
La base de su economía es principalmente es la agricultura, con el cultivo de las viñas ya que al estar dentro de D.O. Campo de Borja ha generado bodegas, también sus principales cultivos son el olivo y el almendro. 
En ganadería, las principales explotaciones son vacunas y ovinas. También tiene, una cantera de arena y grava. 
Debido al que pasa la N-122, que es una vía de conexión entre Zaragoza y Soria, y su cercanía entre monumentos históricos y naturales hace que haya negocios de hostelería y una Estación de servicio.
La economía de mediados del siglo XIX, en Bulbuente, su producción se basaba en el cultivo de cereales como trigo, cebada y avena, plantas como cáñamo, lino, patatas y judías. También se hacía vino y aceite y también dependía la caza de perdices conejos y liebres, y el excedente que no consumían los habitantes, se vendía. Tenía dos molinos, un trujal y otro harinero, a unos 15 minutos andando del pueblo, en el barranco del Molino. A unos 45 minutos en un camino, conocido en Bulbuente como la antigua carretera, que era un camino carretero que unía Borja con Tarazona, en donde se hallaba la venta del Castellano o también llamada posteriormente de los Callizos, que daba posada y descanso a los viajeros.

## Administración y política

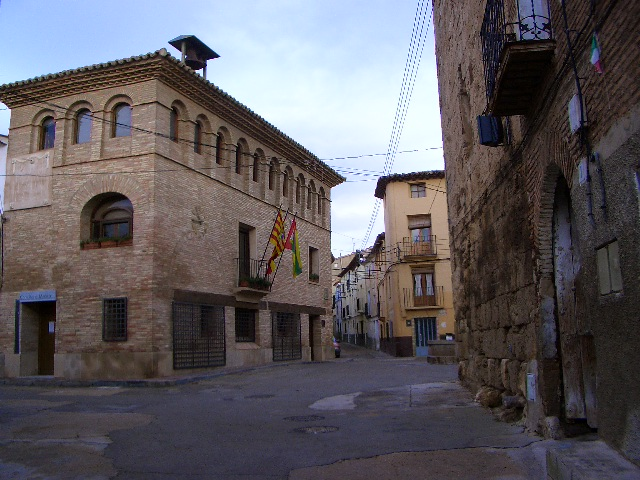
Ayuntamiento

| Período    | Alcalde                     | Partido |  |
| ---------- | --------------------------- | ------- |  |
| 1979-1983  | Jesús Borja Lahuerta        | UCD     |  |
| 1983-1987  | Javier Jiménez García       | PSOE    |  |
| 1987-1991  | Antonio Heredia Fraile      | PAR     |  |
| 1991-1995  | Gonzalo Sanjuan Giménez     | PSOE    |  |
| 1995-1999  | Gonzalo Sanjuan Giménez     | PSOE    |  |
| 1999-2003  | Jesús Clavería Trívez       | PAR     |  |
| 2003-2007  | Jesús Clavería Trívez       | PAR     |  |
| 2007-2011  | Jesús Clavería Trívez       | PAR     |  |
| 2011-2015  | José Miguel Serrano Borobia | PAR     |  |
| 2015-2019  | Carlos Romanos García       | PP      |  |
| 2019-2023  | Carlos Romanos García       | PSOE    |  |
| 2023 -2027 | Carlos Romanos García       | PSOE    |  |

| Partido político    | Partido político                                   | 1979   | 1983   | 1987   | 1991   | 1995   | 1999   | 2003   | 2007   | 2011   | 2015   | 2019   | 2023   |
| Partido político    | Partido político                                   | Ediles | Ediles | Ediles | Ediles | Ediles | Ediles | Ediles | Ediles | Ediles | Ediles | Ediles | Ediles |
|                     | Partido de los Socialistas de Aragón (PSOE-Aragón) | —      | 4      | 3      | 4      | 4      | 3      | 2      | 2      | 1      | 1      | 5      | 5      |
|                     | Partido Popular de Aragón (PP)                     | —      | —      | —      | 0      | 0      | —      | 0      | —      | 0      | 3      | 0      | 0      |
|                     | Chunta Aragonesista (CHA)                          | —      | —      | —      | —      | —      | —      | —      | 1      | 0      | 1      | —      | 0      |
|                     | Partido Aragonés (PAR)                             | 3      | 3      | 4      | 3      | 3      | 4      | 5      | 4      | 4      | —      | —      | —      |
|                     | Unión de Centro Democrático (UCD)                  | 4      | —      | —      | —      | —      | —      | —      | —      | —      | —      | —      | —      |
| Total de concejales | Total de concejales                                | 7      | 7      | 7      | 7      | 7      | 7      | 7      | 7      | 5      | 5      | 5      | 5      |

## Patrimonio

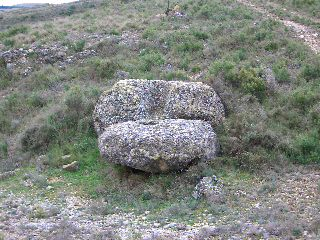
Piedra del Sacrificio

- El castillo-palacio de los Abades de Veruela que Jaime I entregara a los monjes de Veruela en el siglo XIII y desde la desamortización de Mendizabal está en manos privadas y funciona en la actualidad (2023) como hotel rural totalmente rehabilitado, la Torre del Castillo está catalogada Bien de Interés Cultural.[10][11]
- La Iglesia parroquial de Santa María, Construida entre 1533 y 1535 con varias ampliaciones y mantenimientos posteriores,[25] la última de ellas la rehabilitación completa de la fachada principal en 2023, en la cual se conservan algunas tablas de uno de los altares mayores del monasterio de Veruela que se ubicó posteriormente en Bulbuente, y tres sargas de Jerónimo Cósida, consideradas, unos de sus primeros trabajos.[9]
- La ermita de San Bartolomé, Construida entre 1631 y 1644 con varias reformas posteriores, en el 2009 se inaugura como centro de día y actualmente opera como bar y lugar de encuentro de diversos colectivos, conferencias, etc.[26]
- La casa consistorial, que es una casa-palacio del siglo XVI de estilo renacentista aragonés, restaurado sobre finales del siglo XX.
- Casas-palacio, de estilo renacentista aragonés en las que todavía podemos ver las clásicas galerías de arquillos.
- Puente sobre el río Huecha construido en 1894.[6]
- Casa Modernista de finales del siglo XIX.[27]
- Hoya de la Mora Encantada
- Piedra del Sacrificio
- Albergue municipal en el edificio de las antiguas escuelas, rehabilitado para uso de colonias juveniles.

## Fiestas

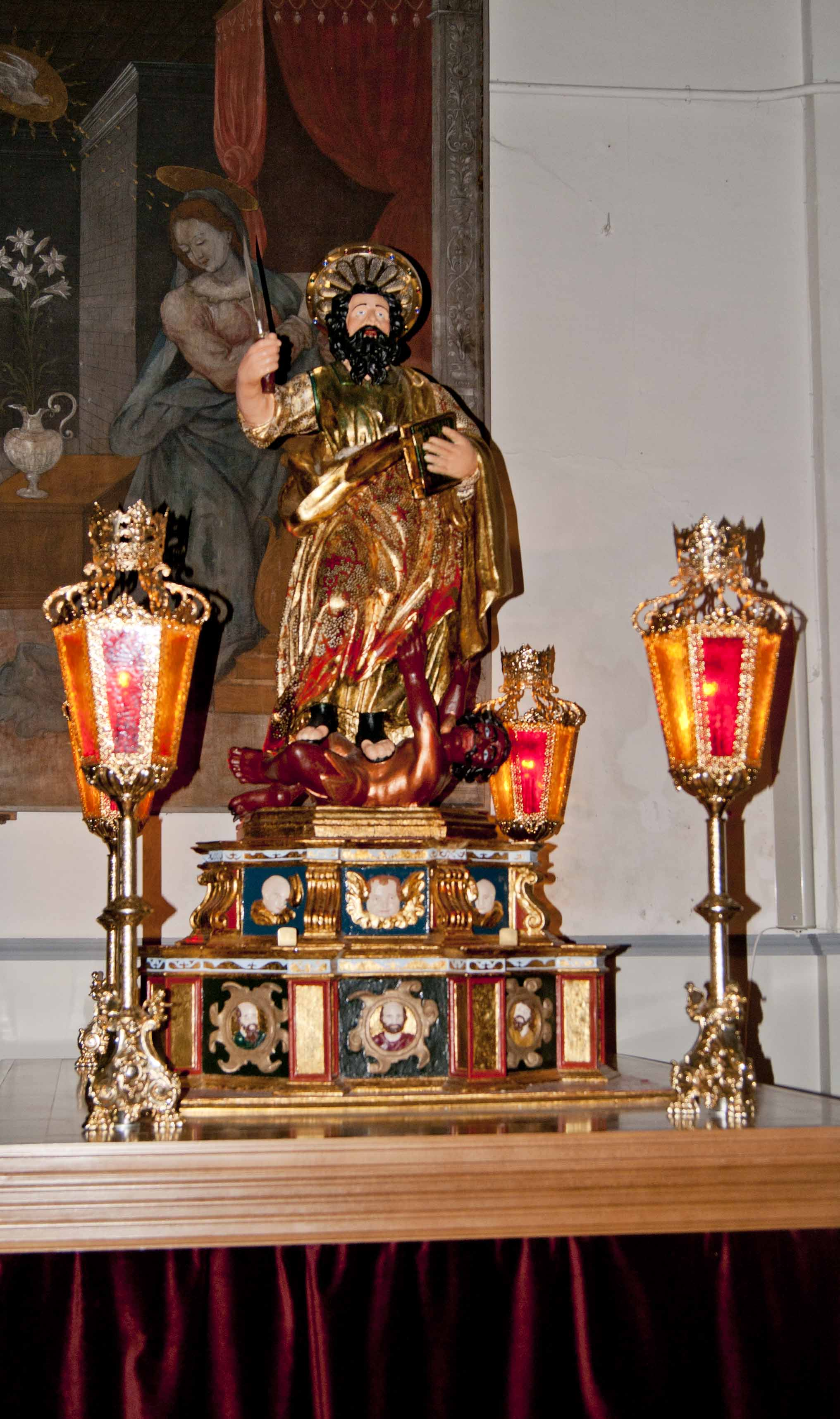
San Bartolomé en su peana

### Fiestas mayores
- San Bartolomé, el 24 de agosto (fiesta patronal)

- El Sagrado Corazón de Jesús, que es fiesta variable, que varía según el año y suele celebrarse en el mes de junio.

#### La fiesta de San Bartolomé
Comienza al amanecer del día 24 de agosto cuando los cofrades cantan las "Coplillas" en honor del Santo.

COPLILLAS EN HONOR A SAN BARTOLOMÉ . 
HOY CELEBRA BULBUENTE LA FIESTA 
DE AQUEL GRAN APÓSTOL SAN BARTOLOMÉ, 
SAN BARTOLOMÉ. 
DE AQUEL GRAN APÓSTOL SAN BARTOLOMÉ. 
RAZÓN ES QUE SIGAMOS CONSTANTES 
EN SUS ALABANZAS A LA REINA ESTHER. 
A LA REINA ESTHER. 
EN SUS ALABANZAS A LA REINA ESTHER. 
SAN BARTOLOMÉ NOS INVITA A REZAR EL ROSARIO 
ESTE DÍA ALEGRE AL AMANECER 
AL AMANECER, 
ESTE DÍA ALEGRE AL AMANECER. 
(ESTRIBILLO ) 
AURORA DIVINA, MARÍA, MARÍA, 
QUE AL MISMO DIOS ENAMORA, ENAMORA, 
SOCÓRRENOS, SEÑORA, 
EN TODA TRIBULACIÓN 
PARA ALCANZAR LA GLORIA 
VIVIR, VIVIR SIEMPRE CON DIOS. 
VIVA, VIVA NUESTRA FE 
Y VIVA LA RELIGIÓN 
TODOS DIGAMOS QUE VIVA 
QUE VIVA NUESTRO PATRÓN. 

Sobre las nueve de la mañana los danzantes recorren el pueblo con la diana interpretada por los dulzaineros.
A las doce comienza la misa mayor en la iglesia de Santa María, a continuación San Bartolomé sale en procesión, los danzantes le rinden las cortesías
.
Terminada la procesión, en la plaza de la Iglesia se representa el auto sacramental llamado en Bulbuente el Dance. 
Consiste en una representación teatral en la que unos pastores se reúnen para celebrar la fiesta. El diablo aparece y trata de evitarla.
Los pastores piden ayuda al Santo que envía un ángel que derrota al diablo y se celebra la fiesta.
Un personaje curioso es el Cipotegato que en acompaña al Santo en la procesión y que en un momento de la representación se dedica a criticar lo sucedido en el pueblo durante el año, siendo especialmente crítico con los poderes municipal y eclesiástico.
Luego se baila el Paloteao

y se termina con el trenzau
.

### Fiestas menores
- San Antón, El 17 de enero, con su correspondiente hoguera por la noche en la plaza del Ayuntamiento (que se trasladan al fin de semana).

- San Sebastián, el 20 de enero, con su hoguera el fin de semana siguiente de San Anton.

- Santa Águeda, el 5 de febrero, con su correspondiente hoguera el fin de semana

- A mediados de julio, se celebra la feria de la mora encantada en la que se representa la leyenda de la mora encantada.[32]

## Personas Ilustres
- Francisco Navarro de Egui (Bulbuente ¿?- Huesca1641) Canónigo y tesorero de la catedral de Tarazona y Obispo de Huesca.[33][34]

### Personas relacionadas con Bulbuente
- El escritor, Poeta, guionista y marino español Julio Alejandro Castro (1906-1995) tiene una calle en la localidad dedicada en 1992, ya que veraneaba de pequeño, además de estar parte de las cenizas en el término municipal; Fue conocido por escribir varias películas de Luis Buñuel.[35][36]
- Gabriel Moreno Castro, estrella de la cartomagia española del siglo XX, y sobrino del anterior, que vivió sus años de retiro en Bulbuente.
- El exjugador del Real Zaragoza y entrenador de fútbol, César Láinez desciende de Bulbuente.[37][38]